# Głos Lasu
Głos Lasu – czasopismo wydawane przez Centrum Informacyjne Lasów Państwowych, adresowane przede wszystkim do pracowników tej instytucji. Zakres tematyczny czasopisma dotyczy gospodarki leśnej.
Pierwotnie „Głos Lasu” był pismem wydawanym przez Państwowe Wydawnictwa Rolnicze i Leśne i przez krótki okres funkcjonował jako dodatek do „Lasu Polskiego”. Pismo miało wówczas mniejszy format (A5) i było skierowane do robotników leśnych. Podejmowało tematykę wykonawstwa prac leśnych, BHP. W latach 90. wydawanie czasopisma przejęły Lasy Państwowe, zmieniając jego profil i kierując je do własnej administracji leśnej.